# Mikael Santoft
Mikael Santoft, född 1951, är en svensk idrottsledare som var generalsekreterare i Svenska Fotbollförbundet mellan 2010 och 2014. Han efterträddes på posten 2014 av Håkan Sjöstrand. 2003 invaldes han som ledamot nr 260 av Svenska Idrottsakademin. 
Santoft växte upp i närheten av Bosön, Riksidrottsförbundets utvecklingscentrum på Lidingö och som barn tränade han i idrottscentret på anläggningen. Santoft tillträdde 1997 som förbundsrektor för Svenska Idrottsrörelsens Studieförbund (SISU). Som chef för idrottscentret var han ansvarig för att allt fungerade klanderfritt, när landslaget var på besök.
Santoft sade i mars 2009 upp sig från generalsekreterarposten i Riksidrottsförbundet och SISU Idrottsutbildarna som han innehaft sedan 2003 och tillträdde 1 januari 2010 som Svenska Fotbollförbundets nye generalsekreterare efter Sune Hellströmer. I den rollen är det lätt att dra på sig kritik från olika håll, exempelvis supporterklubbar och internt.
På fritiden spelar Santoft golf och åker skidor utför, gärna i Idre, där han varit  Friluftsfrämjandets man i Idre Fjälls styrelse.